# Architektura Ostrowa Wielkopolskiego
Architektura Ostrowa Wielkopolskiego – architektura miasta Ostrów Wielkopolski, siedziby starostwa powiatu ostrowskiego w województwie wielkopolskim, jednego z siedmiu głównych ośrodków tego województwa.

## Stary Ostrów

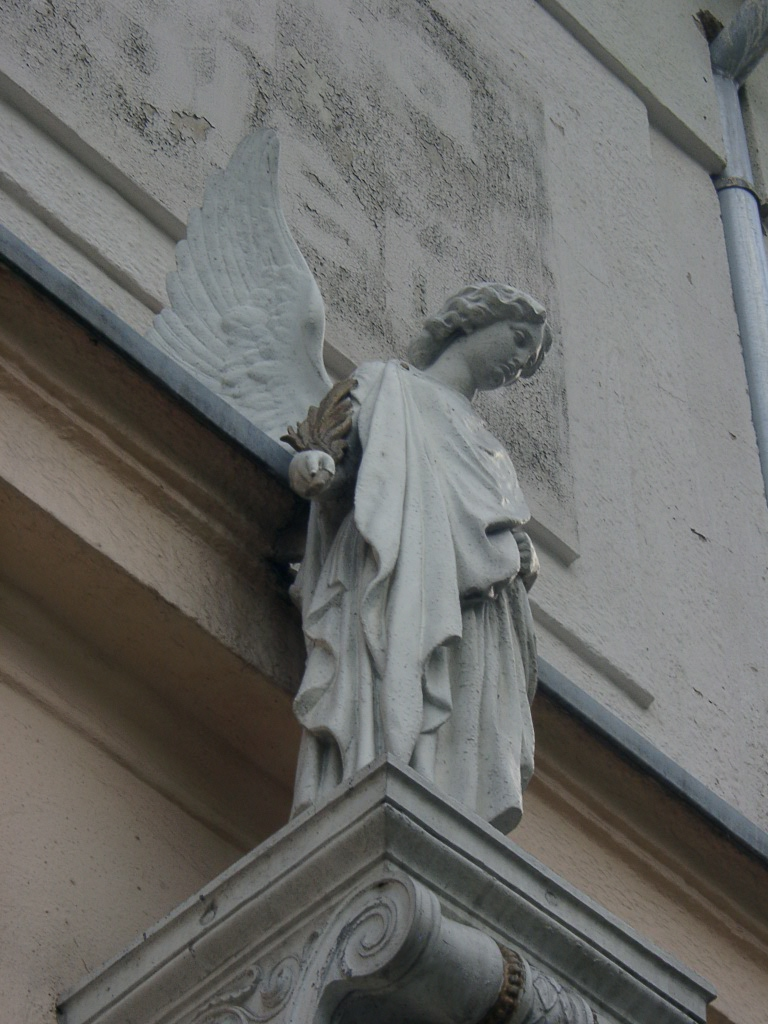
Pod aniołem

Do połowy XIX wieku przeważała w Ostrowie zabudowa niska, najwyżej dwukondygnacyjna, najczęściej z elementami klasycyzującymi, właściwa niewielkim miastom handlowym i rolniczym. Przyspieszony rozwój miasta powiązany był z większą kubaturą oraz bogatszą ornamentyką nowych i przebudowywanych budynków. W przeważającej części były to kamienice, ale pojawiają się też nowe okazalsze obiekty użyteczności publicznej (Gimnazjum Męskie, synagoga i in.). Początkowo reprezentują one głównie historyzm i eklektyzm (sąd, Poczta Główna, koszary), później także secesję (wille na obrzeżach starówki, Stara Przepompownia i in.).
W dwudziestoleciu międzywojennym dynamikę rozwoju Ostrowa przyrównywano do Gdyni (p. Historia Ostrowa Wielkopolskiego). Z tego okresu pochodzą liczne klasycyzujące i modernistyczne wille oraz najokazalsze w Ostrowie budynki użyteczności publicznej (Bank Polski, Szkoła Estkowskiego, kościół św. Antoniego).
Ostrów należy do miast, w których największych zniszczeń dokonała nie II wojna światowa, ale lata następujące po niej. Zburzono lub oszpecono część kamienic, w starą zabudowę wpleciono bloki, ograniczono powierzchnię terenów zielonych w centrum, część ulic starówki krytych kostką brukową zalano asfaltem. Złe lata dla ostrowskiej architektury przeciągnęły się jeszcze poza rok 1989, m.in. zburzeniu uległo kilka najstarszych parterowych domów, zniszczeniu w czasie remontów uległo wiele wnętrz i elewacji, estetyka i wkomponowanie nowych budynków budzi kontrowersje. Na koniec lat 90. XX wieku przypada też rewaloryzacja starych założeń parkowych i liczne restauracje (ratusz, willa Kupkego, wiele kamienic). Nowa zabudowa z okresu powojennego reprezentuje przede wszystkim modernizm (kompleks budynków magistrackich, DH Helios i in.) oraz postmodernizm.

### Strefa ochrony konserwatorskiej
Ze względu na wartość dziedzictwa kulturowego, na obszarze miasta wyodrębniono, objętą rejestrem zabytków, strefę ochrony konserwatorskiej oraz strefy ochrony archeologicznej. Podlega ona ścisłej ochronie konserwatorskiej ze względu na szczególną wartość dobrze zachowanej struktury przestrzennej starego Ostrowa oraz konieczność jej rewaloryzacji (za Lokalnym Programem Rewitalizacji). W 2005 roku powołano stanowisko Miejskiego Konserwatora Zabytków.

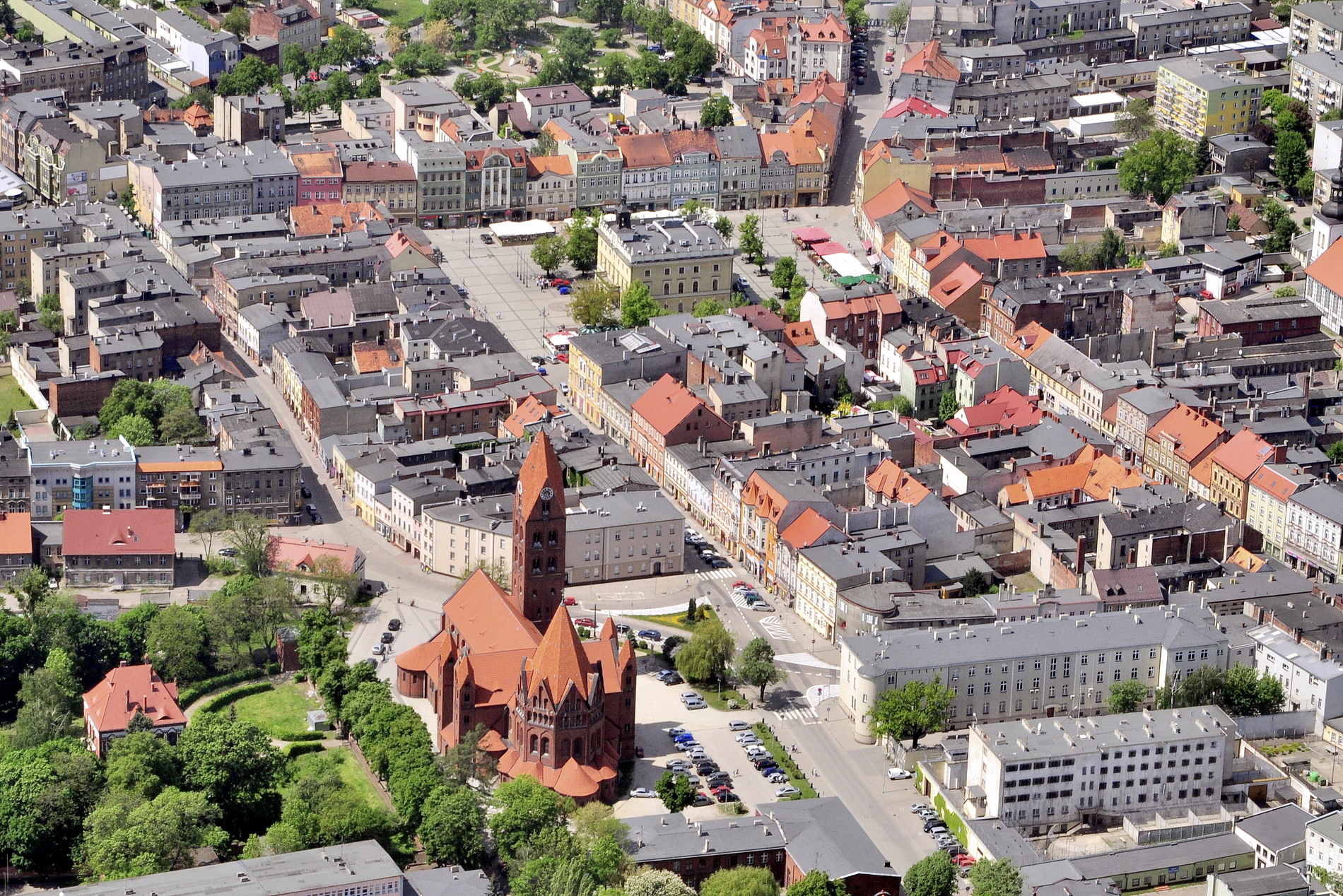

### Układ urbanistyczny
Podlegający ochronie układ urbanistyczny najstarszej części miasta pochodzi najpóźniej z początków XVIII wieku. Prawdopodobnie zawiera odniesienia do układu, jaki Ostrów otrzymał przy lokacji (1404 lub wcześniej).
Obejmuje:
- rynek na planie kwadratu z pięcioma (w przeszłości czterema) wylotami ulic,
- ulice zatylne (ul. Wiosny Ludów, dawna ul. Żydowska) z ich charakterystyczną zabudową (oficyny, spichrze),
- sionki (ścionki), wąskie przejścia między kamienicami łączące place i ulice, ułatwiające komunikację w mieście, niegdyś zwiększające też bezpieczeństwo przeciwpożarowe.

### Architektura sakralna

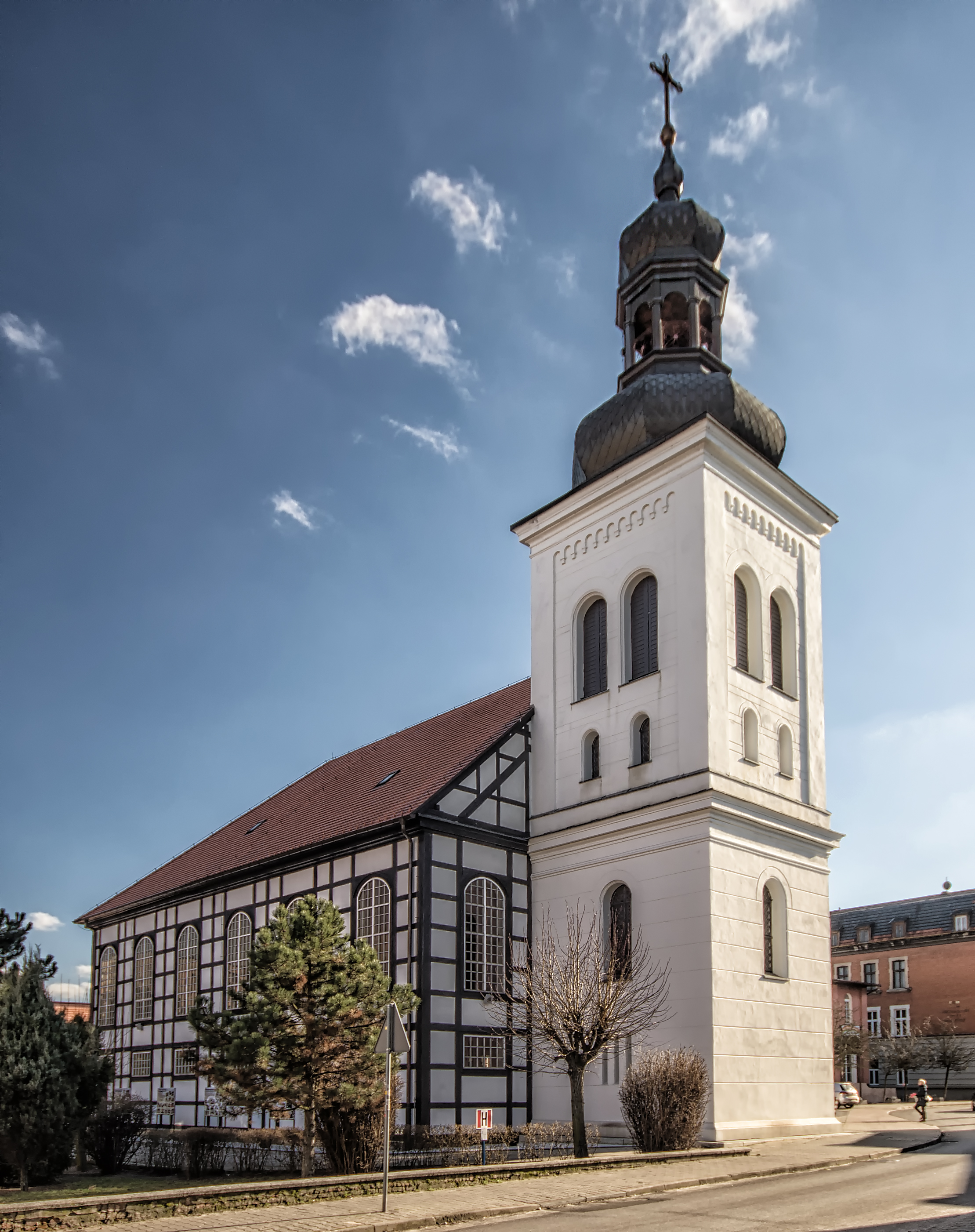
Kościół Najświętszej Marii Panny

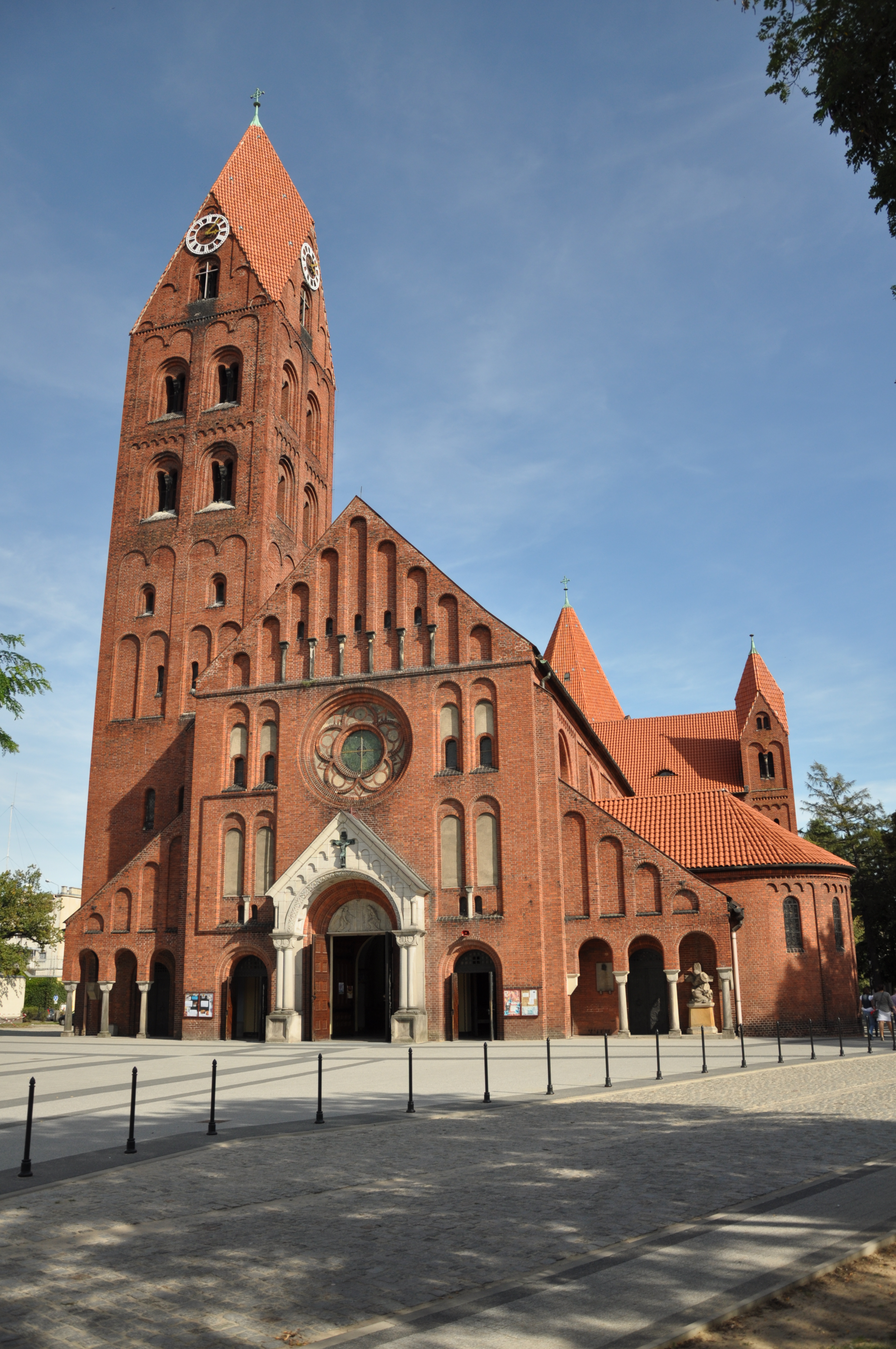
Konkatedra pw. św. Stanisława Biskupa i Męczennika

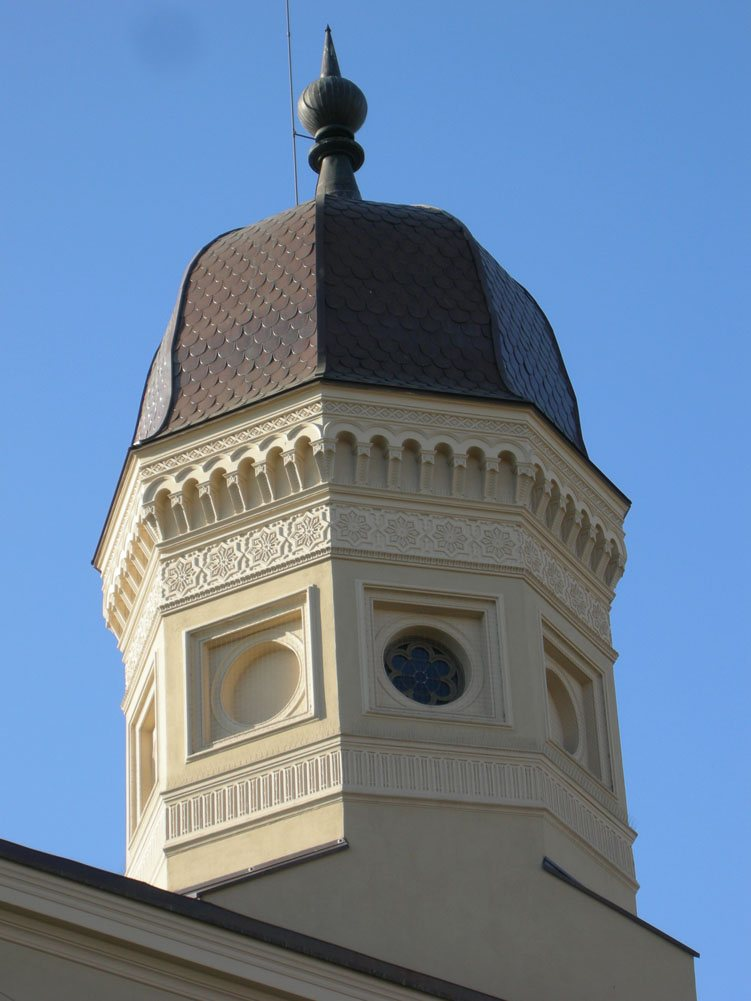
Synagoga

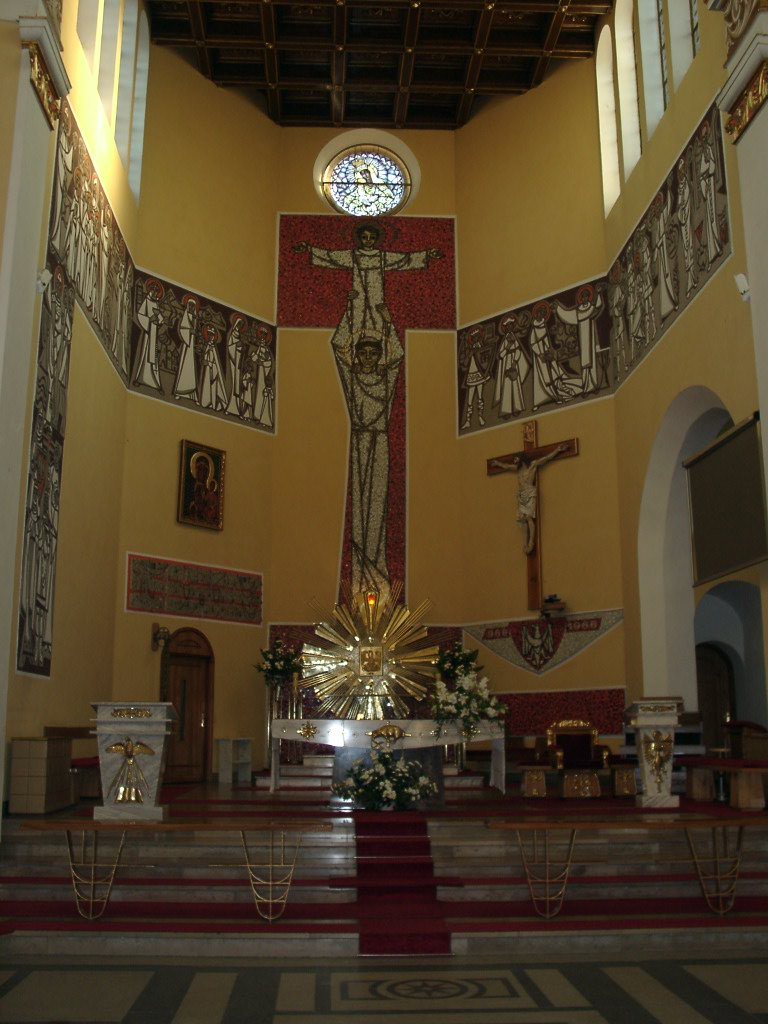
Prezbiterium kościoła św. Antoniego z Padwy

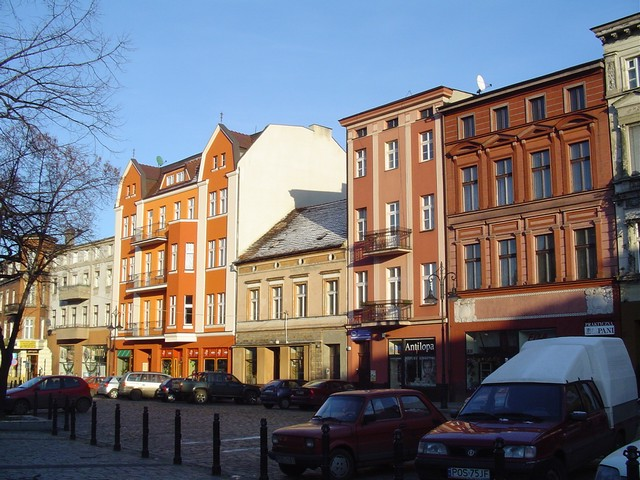
Wschodnia pierzeja Rynku

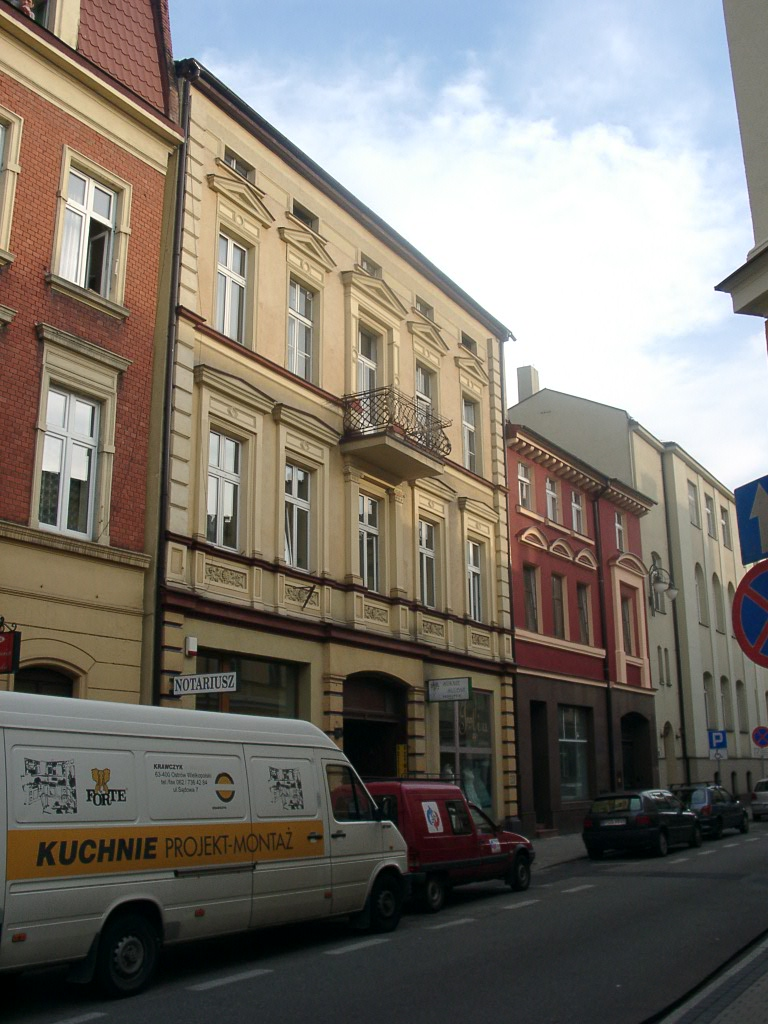
Ulica Sądowa

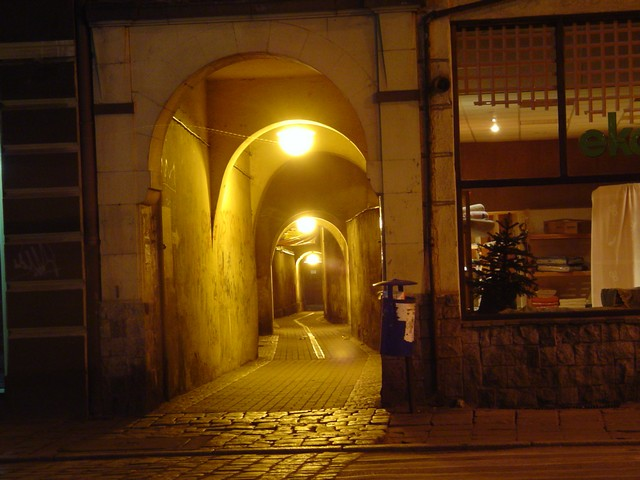
Sionka między ulicami Kaliską i Kościelną

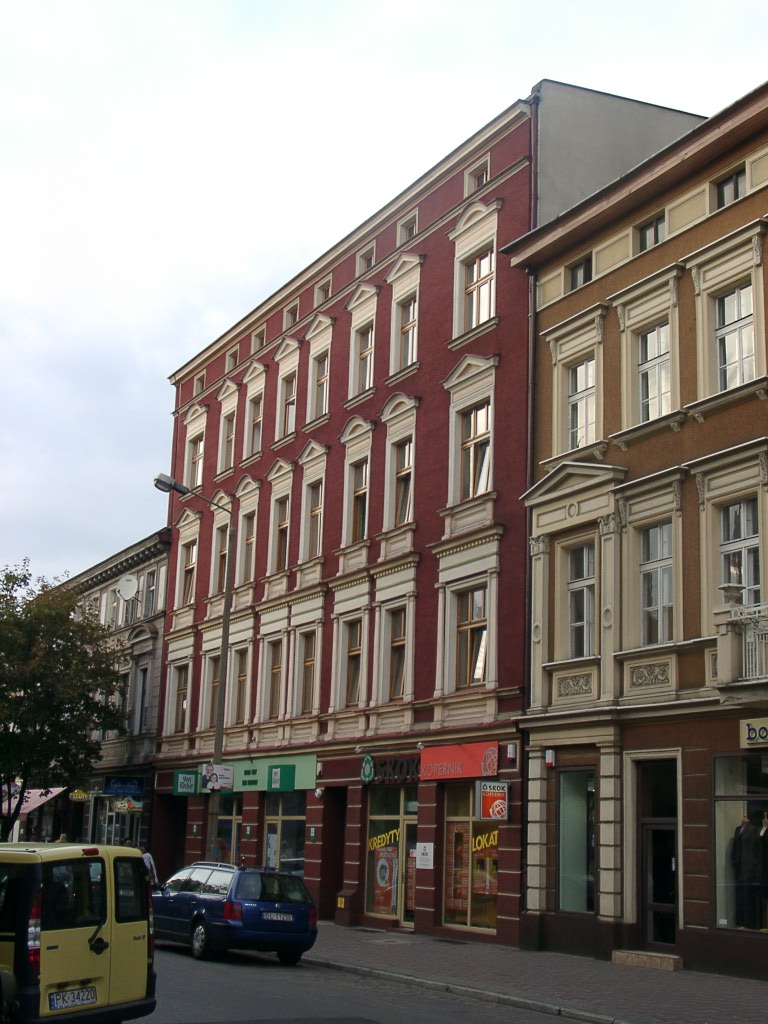
Ulica Raszkowska

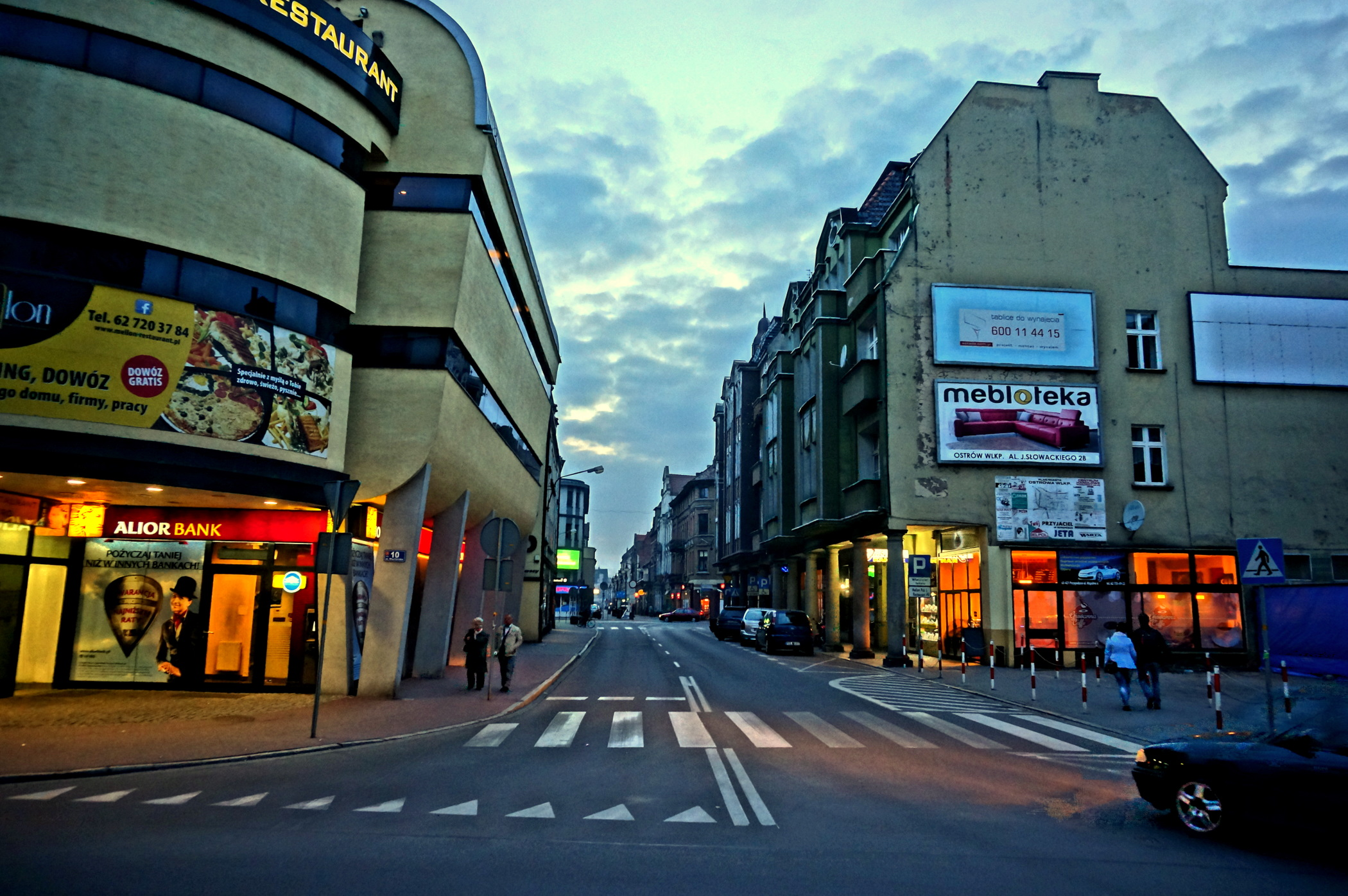
ul. Kolejowa o zmierzchu. Po prawej dom „pod filarami”

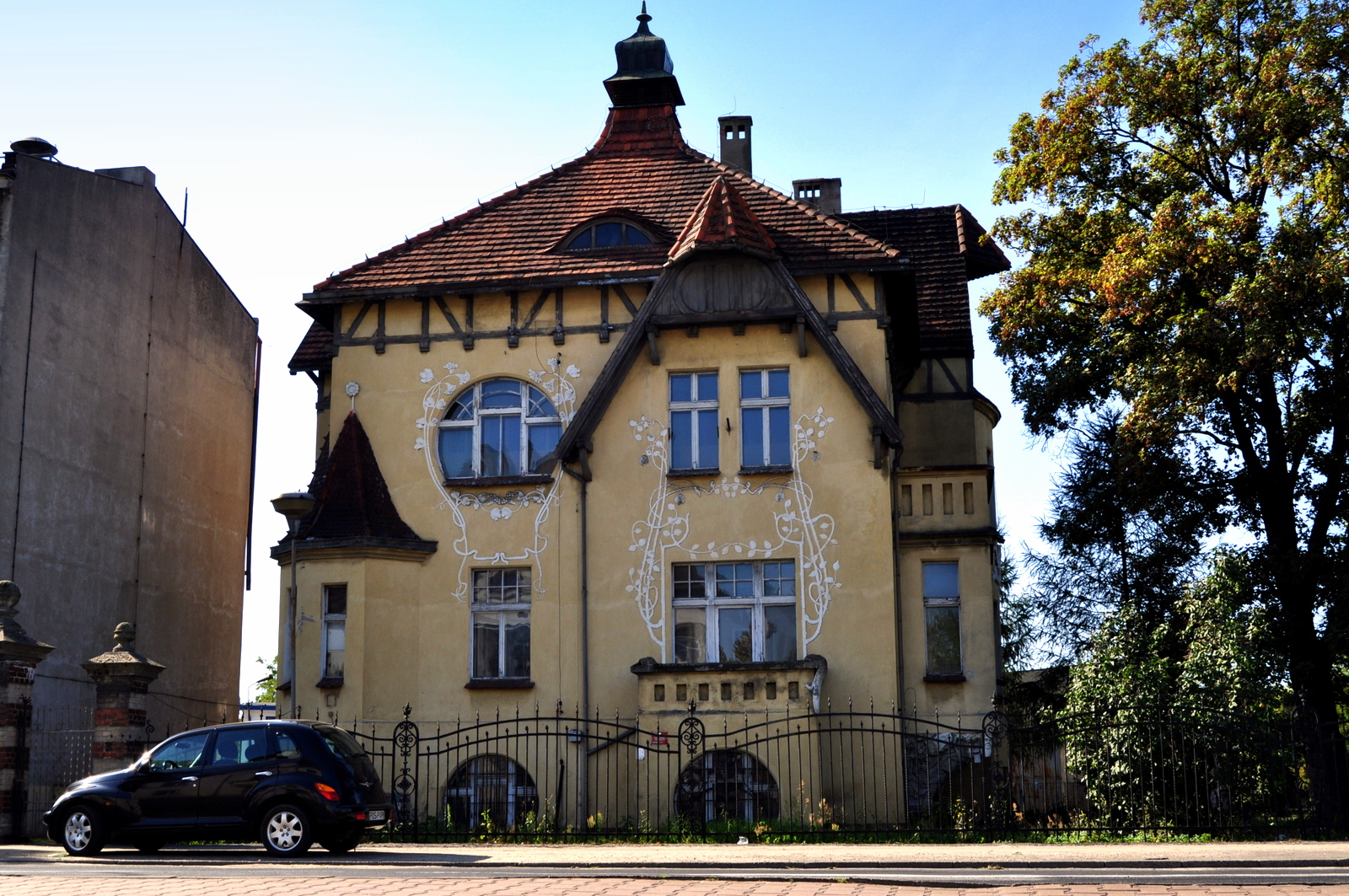
Willa Schultza

- „nowa” synagoga to jedyna w Polsce bożnica w stylu mauretańskim, który przed II wojną światową należał do najpowszechniejszych wśród synagog
- konkatedra św. Stanisława Biskupa, o której Jarosław Iwaszkiewicz, później jeden z najwybitniejszych przedstawicieli estetyzmu w literaturze, pisał w roku 1920: najładniejszy z kościołów współczesnych, jakie widziałem(...) taki artystycznie wykończony w każdym szczególe, że robi nadzwyczajne wrażenie
  - probostwo, neogotyckie
  - Dom Katolicki, neogotycki
  - konwikt arcybiskupi, neobarokowy
- kościół rzymskokatolicki Najświętszej Marii Panny Królowej Polski i ewangelicko-augsburski pw. Świętej Trójcy zwany Małym Kościółkiem, szachulcowy, najstarszy zachowany w całości obiekt w mieście
  - probostwo, neogotyckie
- kościół św. Antoniego z Padwy, w czasie II wojny światowej ocalony przed zniszczeniem dzięki zaangażowaniu mieszkańców i zabiegom działaczy konspiracji

### Cmentarze
- Stary Cmentarz położony przy Placu Bankowym, założony prawdopodobnie między rokiem 1782 a 1790 – najstarszy czynny cmentarz katolicki w Polsce, (starszy od Cmentarza Rakowickiego w Krakowie i warszawskich Powązek)
- „nowy” cmentarz ewangelicko-augsburski przy ulicy Grabowskiej, drzewa pomnikowe, pomnik żołnierzy niemieckich poległych podczas I wojny światowej
- „nowy” cmentarz rzymskokatolicki przy ulicy Limanowskiego, pomnik poległych powstańców wielkopolskich, groby między innymi Walentego Śmigielskiego, Stefana Rowińskiego, Jana Mertki, Aleksandra Dubiskiego, Tadeusza Jankowskiego, Wojciecha Sikory, Lecha Ziemskiego, Leona Płotki, Czesława Majorka
- pozostałości po dwóch kirkutach (w miejscu jednego utworzono lapidarium)

### Budynki użyteczności publicznej

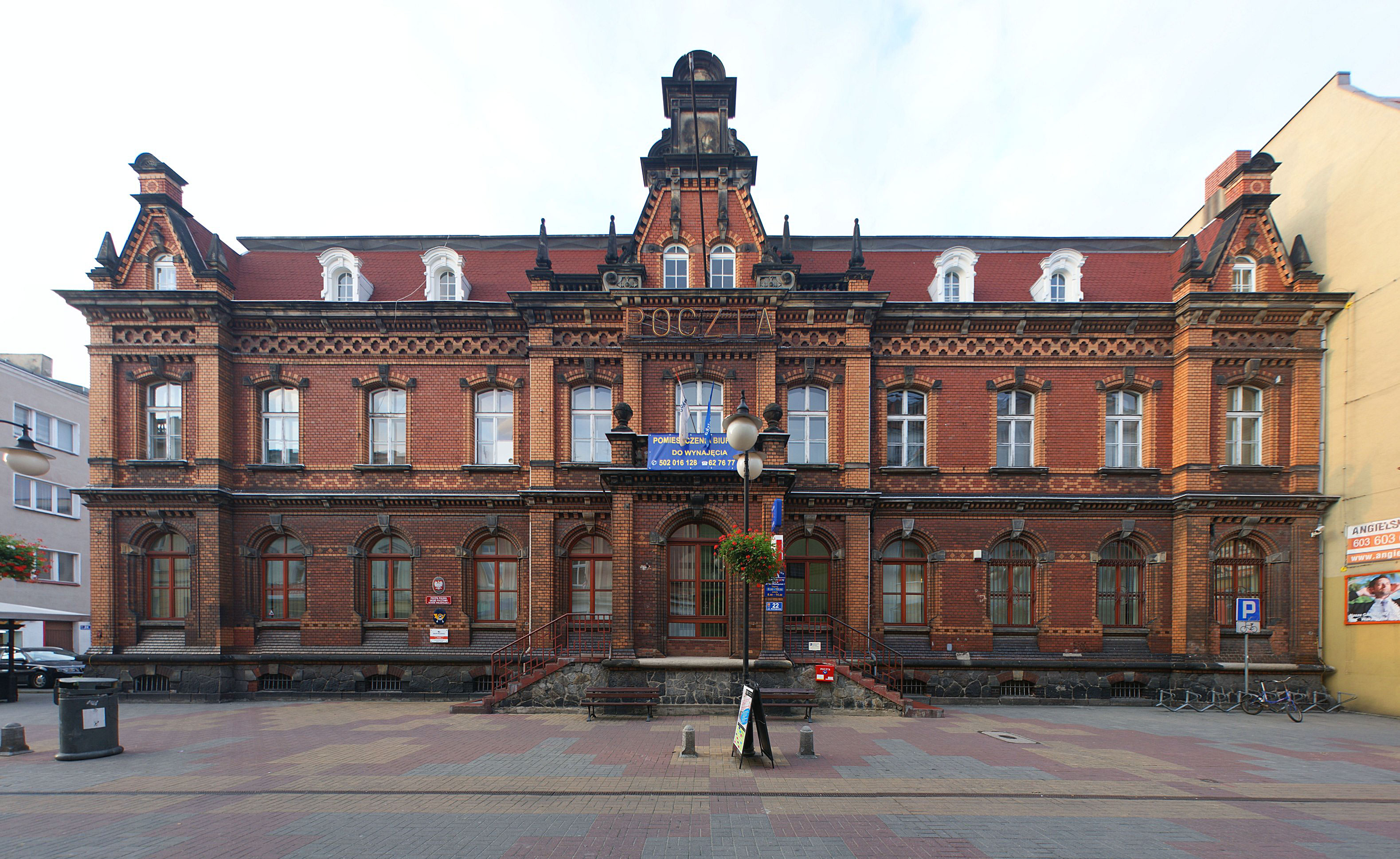
Budynek poczty z 1886 r.

- ratusz miejski w Rynku, początkowo klasycystyczny, po przebudowach zyskał cechy neorenesansu niderlandzkiego.
- I Liceum Ogólnokształcące im. Jana Kompałły i Wojciecha Lipskiego, dawne Gimnazjum Męskie, klasycystyczne
- II Liceum Ogólnokształcące im. Władysława Reymonta, dawne Gimnazjum Żeńskie, o cechach neorenesansu
- Bank Polski (później BZ WBK) przy placu Bankowym, z lat 30., modernistyczny, częściowo zachowane stylowe wnętrza. Wybudowany w latach 1928–1930, według projektu Stanisława Filasiewicza, głównego architekta Dyrekcji Banku Polskiego w Warszawie. W mieszkaniu pracowniczym mieszkał (na przełomie lat 40. i 50.) wraz z ojcem (dyrektorem tego banku) Krzysztof Trzciński (Komeda)
- tzw. Stara Przepompownia, przy ulicy Raszkowskiej, z 1911 roku, secesyjna, zbudowana w manierze charakterystycznej dla architektury willowej, przy czym od samego początku planowana była jako przepompownia. Przyozdobiona zabytkowymi witrażami przedstawiającymi ostrowskie budynki związane z gospodarką komunalną (ratusz, gazownię, wodociągi)
- Sąd Rejonowy, dawny Lands- und Amtsgericht, u zbiegu ulicy Sądowej i placu Rowińskiego, początkowo neogotycki (tzw. styl normandzki), po przebudowie nabrał cech modernistycznych, powstał w 1863 roku z fundacji księcia Bogusława Fryderyka Radziwiłła
- tzw. Poczta Główna przy ulicy Kolejowej, eklektyczna, z elementami neorenesansowymi, z 1886 roku
- Gimnazjum nr 1 im. Polskich Noblistów – (tzw. Szkoła Estkowskiego) w pobliżu placu Bankowego, utrzymana w tzw. stylu dworkowym z barokizującym szczytem, z lat 1927–1928
- dawna Grand-Cafe przy ulicy „krótkiej” Wrocławskiej, później dom handlowy, obiekt neobarokowy, z dekoracyjną attyką i portykiem z tarasem, pochodzi z przełomu XIX i XX wieku
- dawny Dom Handlowy Słońce, dawne Kino Słońce, Kino Pałacowe, przy ulicy Raszkowskiej, z lat 1910–1911, secesyjne, z barokizującym szczytem, bogato zdobioną mansardą i stylowym frontonem
- dawny Teatr Miejski, później sala Centrum Ostrów, przy ulicy Wolności, wybudowany w 1910 roku, posiada cechy neobarokowe i modernizmu
- dawna Strzelnica Miejska, później część centrum kultury Centrum Ostrów oraz Kawiarnia Literacka, przy ulicy Wolności, wybudowana w 1875 roku, neorenesansowa
- dawna Straż Pożarna, później Inspektorat Ruchu Drogowego, przy ul. Staszica, z liczącą 17 m drewnianą wieżą służącą dawniej głównie do suszenia węży strażackich
- dawna wieża ciśnień, z pocz. XX wieku, położona w Parku A. Mickiewicza
- dawny Zollamt, neogotycki, przeł. XIX i XX wieku, przy ul. Partyzanckiej

### Koszary
- Stare Koszary (zwane dawniej koszarami Moltkego) przy ulicy Wolności, o neogotyckich szczytach, z 1867 roku, przeznaczone dla piechoty, dwa masywne budynki koszarowe oraz budynki gospodarcze, ob. filia UAM, Zespół Szkół Usługowych.
- Koszary Ułańskie przy ulicy Kolejowej, z lat 1897–1899, przeznaczone dla jazdy, cechy zabytkowe zachowała część budynków koszarowych oraz lazaret i kasyno oficerskie
- Nowe Koszary, przy ulicy Kościuszki, z 1897 roku, przeznaczone dla piechoty, cechy zabytkowe zachowała część budynków koszarowych, później Zespół Szkół Polsko-Kanadyjskich, Muzeum Garnizonu Ostrowskiego

### Zabudowa przemysłowa
- Fabryka Wagon, modernistyczna, z lat 20. XX wieku
- Stara Gazownia, neogotycka, z końca XIX wieku
- wagonownia, w przeszłości parowozownia, eklektyczna, z początku XX wieku

### Domy
- Zespół kamienic z XIX i XX wieku. W przeważającej części wielokondygnacyjne. Reprezentują głównie historyzm (neorenesans, neobarok, wiele eklektycznych) oraz secesję. Uzupełnienie stanowią pojedyncze kamienice modernistyczne i funkcjonalistyczne z lat międzywojennych oraz pozostałości starej niskiej zabudowy z dekoracją klasyczną. Do najciekawszych należą:
  - Rynek:
    - kamienica aptekarza Mierzejewskiego (nr 26), secesyjna, z rzeźbą Eskulapa i ornamentyką aptekarską
    - kamienica „Pod Aniołem” (nr 1–2), jeden z najstarszych domów w Ostrowie, z początku XIX wieku, z rzeźbą anioła i maszkaronami
    - kamienica nr 22, z poł. XIX wieku, w sieni malowidła ostrowskiego malarza Stanisława Kajzera przedstawiające Wawel i ratusz poznański
    - Hotel Polonia (nr 34), w czasach pruskich hotel Pod Białym Orłem, z XIX wieku, po przebudowie secesyjna

  - ulica Kościelna:
    - kamienica nr 9, z końca XIX wieku, neorenesansowa (renesans francuski), bogato zdobiona, z niewielką wieżyczką, ornamentyka, maszkarony i płaskorzeźby także w sieni

  - plac Stefana Rowińskiego:
    - kamienica Stefana Rowińskiego (nr 1) z 1920 roku, w przeszłości siedziba Gazety Ostrowskiej (tablica pamiątkowa), secesyjna
    - Bank Kupiecki (nr 3), neorenesansowa, znajdowała się tu, w listopadzie 1918 Powiatowa Rada Ludowa (Republika Ostrowska), później Sanepid
    - Kasa Pożyczkowa Miasta Ostrowa (nr 2)

  - ulica Gimnazjalna:
    - kamienica nr 20 z pocz. XX wieku, secesyjna, gościła Jarosława Iwaszkiewicza w 1920 roku, galeria „U szewca”

  - ulica Wiosny Ludów (dawna Szpitalna):
    - kamienica nr 2, neobarokowa

  - ulica „krótka” Wrocławska:
    - Landratura (nr 22), późniejszy Dom Powiatowy, pochodzi XIX wieku, neorenesansowa
    - kamienica drukarza Hoffmana (nr 34) z 1910 roku, drewniane bogato zdobione balkony, na klatce schodowej witraże, najokazalszy przedstawia Jana Gutenberga
    - domy Bojanowskich (nr 42 i 44), dawne budynki poczty i stacji dyliżansów z połowy XIX wieku, jedyne w Ostrowie z herbem rodowym (Junosza) nad wejściem

  - ulica Zamenhofa (dawna Fabryczna):
    - kamienica nr 13 i 13a z 1909 roku, secesyjna, masywny budynek z bogatą ornamentyką, w latach 50. działało tu tajne stowarzyszenie kulturalne, w którego spotkaniach uczestniczył młody Krzysztof Komeda

  - ulica Kolejowa (pocz. Stodolna):
    - domy „Pod Filarami” (nr 4 i 6) z pocz. XX wieku, w stylu tzw. secesji berlińskiej, posiadają podcienia wsparte na kolumnach
    - kamienica nr 25, z początku XX wieku, secesyjna, jedna z najbogatszych w ornamentykę

  - ulica Raszkowska:
    - kamienica nr 12, 14 i 16 należą do przykładów neorenesansu włoskiego
    - kamienice nr 58 i 64, przykłady secesji, w tej drugiej mieszkał w czasie służby wojskowej w Ostrowie Manfred von Richthofen, słynny później jako as lotnictwa Czerwony Baron

  - ulica Kaliska:
    - kamienica burmistrza Kaspra Heinricha Gärtnera (nr 4), najstarszy murowany dom w mieście z sygnaturą KHG 1797
    - kamienice nr 20 i 22, z 1906 roku, odwołują się do historyzmu, pierwsza z malowidłami Stanisława Kajzera w sieni, druga ze zdobionym, drewnianym balkonem
    - kamienica „Pod Lwem”, z maszkaronem-lwem i mozaikowym dachem

  - ulica Partyzancka (dawna Zdunowska):
    - Domy Spółdzielni Urzędników z początku XX wieku, szereg secesyjnych domów, w jednym z nich mieszkał późniejszy lotnik Dywizjonu 303 Mirosław Ferić

  - ulica Ogrodowa:
    - domy pracowników kolei z początku XX wieku, szereg wysokich secesyjnych domów z szachulcem

  - ulica Wolności (d. Koszarowa):
    - dawna loża masońska, eklektyczna, z przełomu XIX i XX wieku
- stylowe wille, z przełomu XIX i XX wieku oraz z lat międzywojennych, najokazalsze:
  - willa Schulza, przy ulicy Raszkowskiej, z 1905 roku, secesyjna, bogato zdobiona, motywy roślinne, ornamentyka masońska, witraże na klatce schodowej, rzeźby, płaskorzeźby, kute ozdobne kraty i ogrodzenie, fontanna (nieczynna), d. siedziba loży masońskiej
  - willa Kupkego, przy ulicy Sienkiewicza, secesyjna, z 1900 roku, bogate zdobienia, wieżyczki, rozczłonkowana bryła budynku. Późniejszy właściciel, doktor Hugon Krug, ukrywał w niej podczas II wojny światowej prześladowanych Polaków, wydawał im bezpłatnie leki i fikcyjne świadectwa choroby. Krótko po wojnie siedziba SB, ob. hotel Villa Royal
  - willa Hirschów, właścicieli ostrowskiego browaru (ob. nieczynny), przy ulicy Raszkowskiej, z 1896 roku, eklektyczna, przejściowo siedziba loży masońskiej, której Walter Hirsch był mistrzem
  - willa właścicieli Fabryki Maszyn Młyńskich, przy ulicy Kaliskiej, z początku XX wieku, eklektyczna
  - wille przy ulicy Kościuszki, 3 secesyjne z szachulcem, z początku XX wieku

### Pomniki

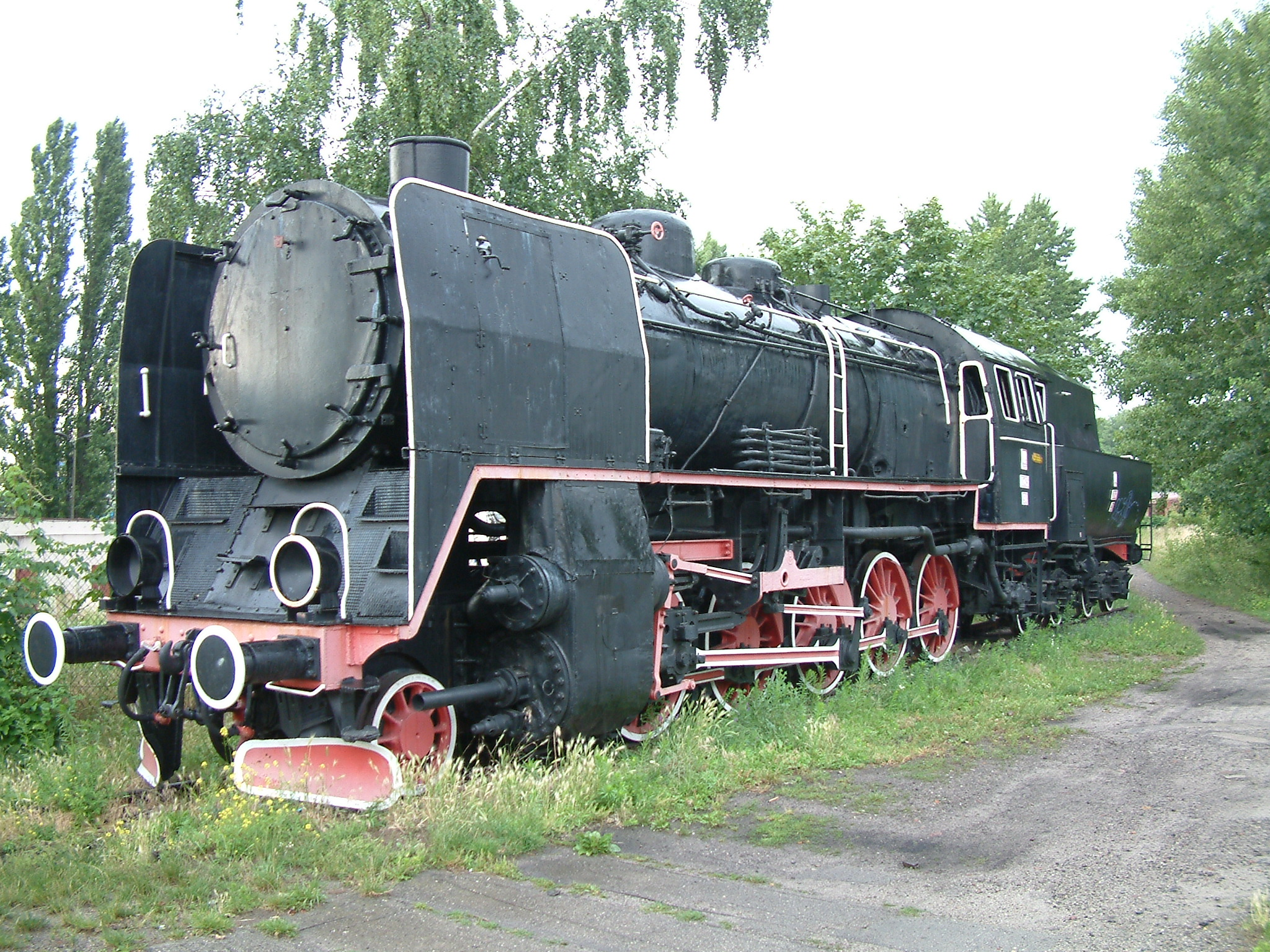
Lokomotywa Ty 45-94 z 1947 roku

- postument z przełomu XIX i XX wieku, ustawiony ku czci dyrektora Królewskiego Katolickiego Gimnazjum Męskiego Huberta Beckhausa, znajdujący się w Parku Karola Marcinkowskiego
- parowozy-pomniki:
  - TKi 3-120 z 1914 roku
  - Ty 45-94 z 1947 roku
  - Las z 1952 roku
  - Las z 1957 roku
- żuraw kolejowy z 1875 roku
- 3 pompy uliczne z XIX wieku

## Architektura współczesna
Wybrane przykłady z architektury współczesnej (po roku 1945):

### Budynki

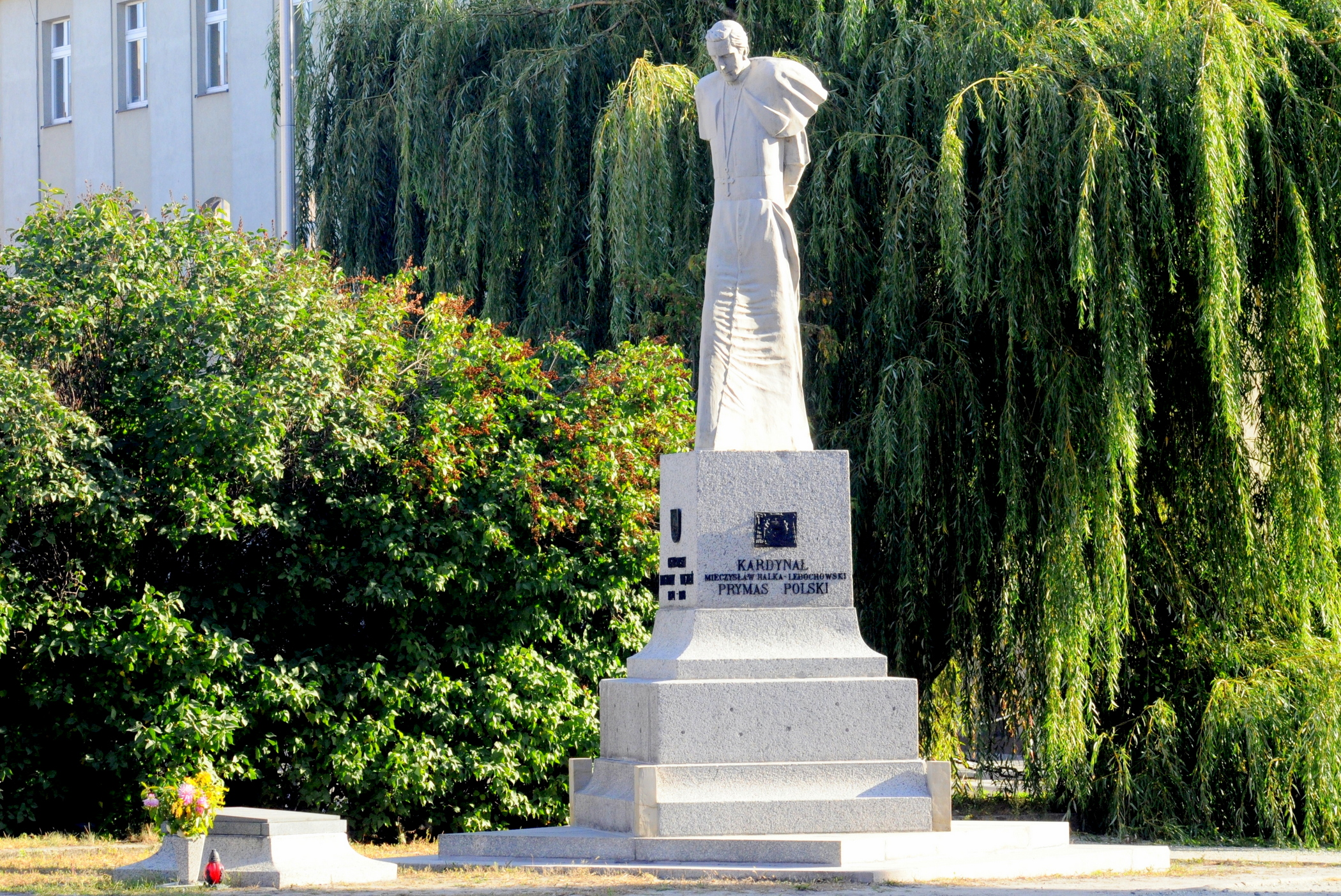
Pomnik Kard. M. Ledóchowskiego (1925/1984)

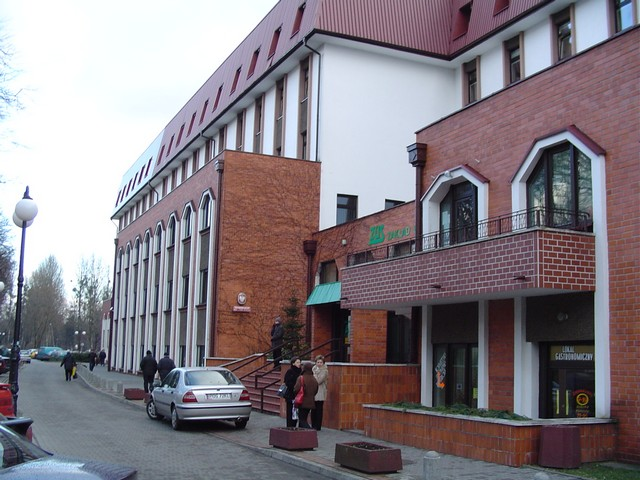
Zakład Ubezpieczeń Społecznych

- Energa i Citibank Handlowy przy ulicy Zamenhofa, w przeszłości zbiornik gazu ziemnego przy miejskiej gazowni, po gruntownej przebudowie w latach 90. zaadaptowany do nowych celów
- Zakłady Automatyki Przemysłowej przy ulicy Krotoszyńskiej (Parcele Zacharzewskie), zespół modernistycznych budynków przemysłowych, usługowych i biurowych
- oddział Zakładu Ubezpieczeń Społecznych przy ulicy Wysockiej, ukończony w 1991 roku, postmodernistyczny
- kompleks budynków Urzędu Miasta i Starostwa Powiatowego,
- dworzec kolejowy Ostrów Wielkopolski, modernistyczny (proj. H. Jakubowicz, K. Serowski – nagroda ministerialna)
- kościół św. Pawła Apostoła (Osiedle Jana Pawła II), modernistyczny
- kościół Najświętszego Zbawiciela (Parcele Zacharzewskie), modernistyczny

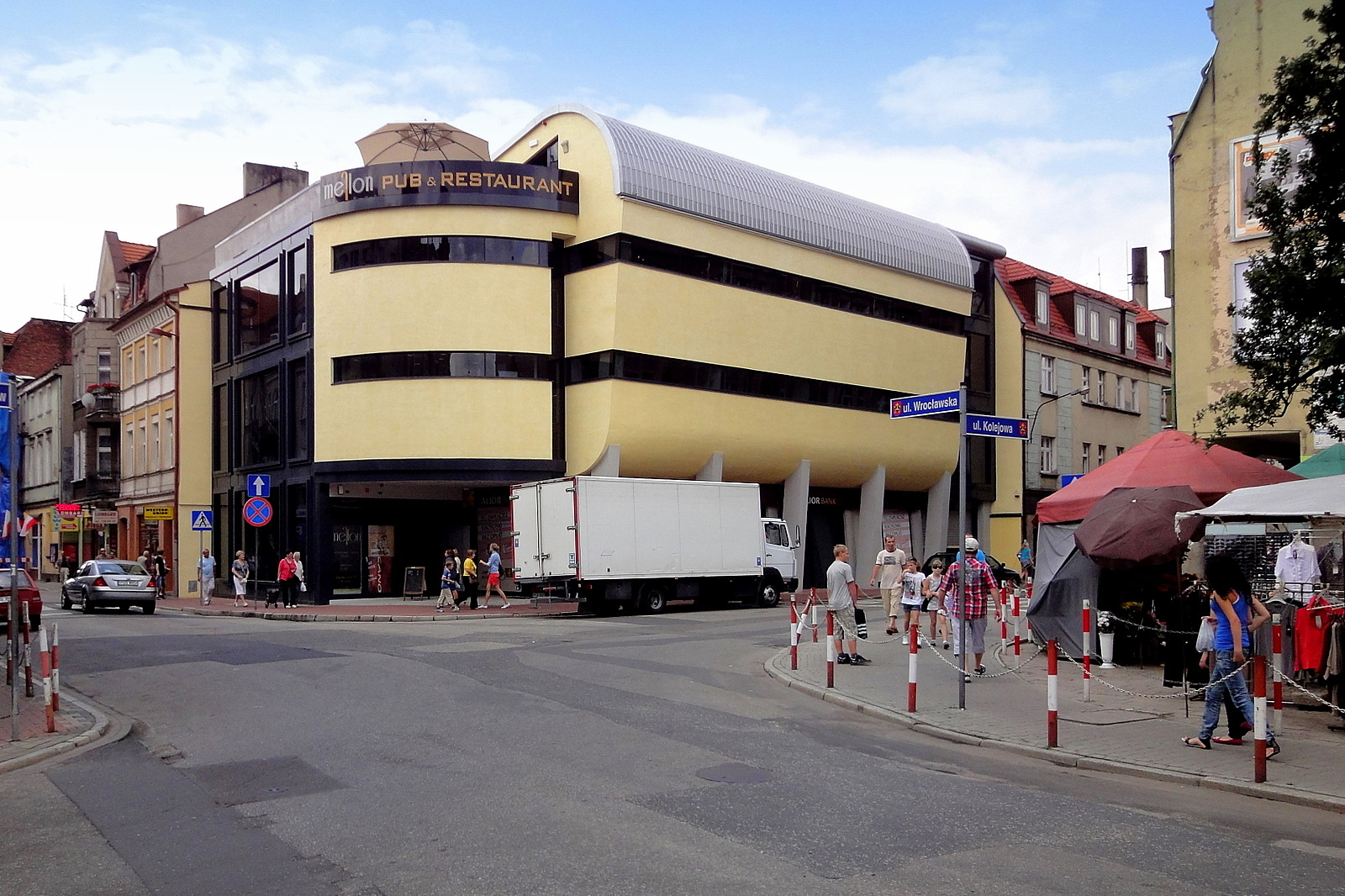
Postmodernistyczny budynek usługowy u zbiegu ul. Wrocławskiej i ul. Kolejowej

### Pomniki
- pomnik kardynała Mieczysława Ledóchowskiego z 1984 roku (wyk. Łucja Skomorowska-Wilimowska), na postumencie z XIX wieku, na którym początkowo stał pomnik Wilhelma II
- samolot-pomnik Lim-1 (MiG-15), ustawiony w roku 1966

## Zieleń miejska

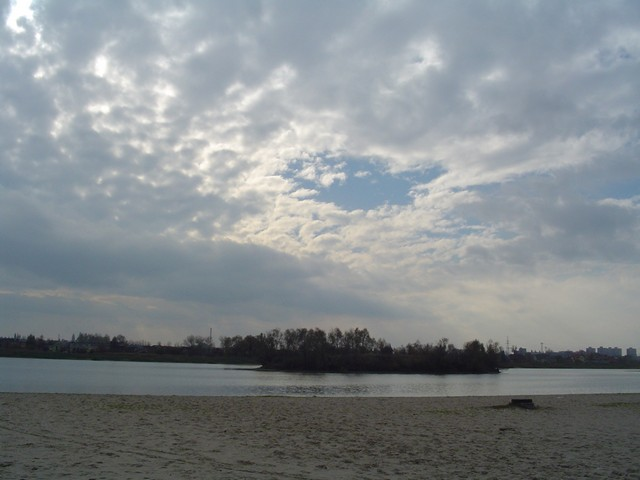
Park Kultury i Wypoczynku Piaski-Szczygliczka

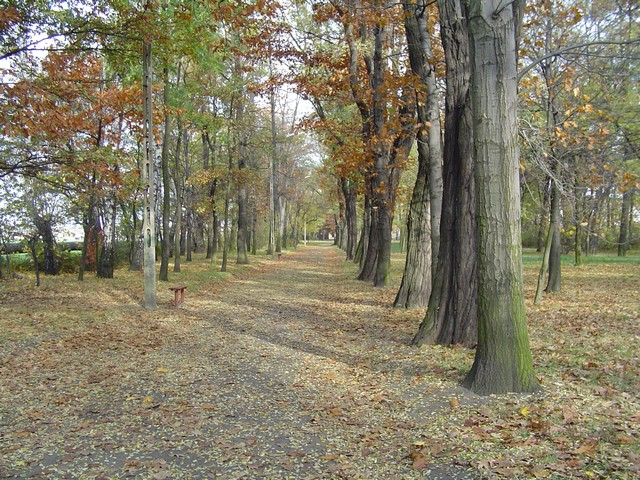
Park Bracki

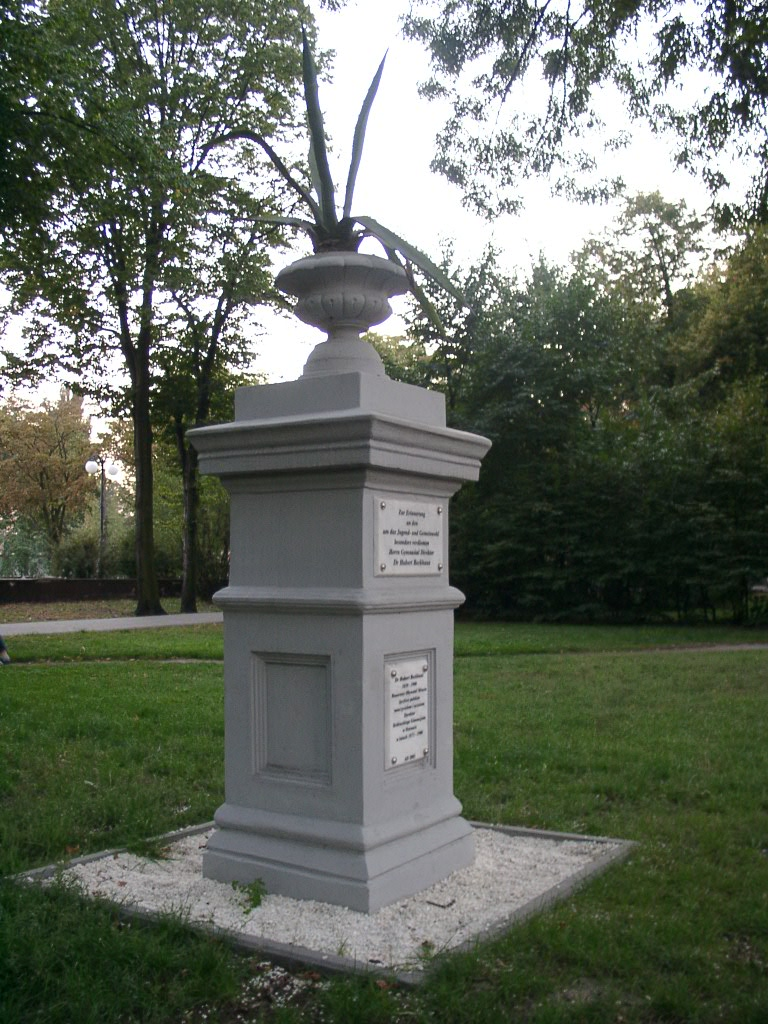
Park Marcinkowskiego, postument ku czci Huberta Beckhausa

Miasto bogate w zieleń (I. Dorocińska-Kwiatek, J. Kwiatek, 100 tras po Polsce, wyd. Muza 2002). Tereny zielone (lasy, parki, skwery, zieleń uliczna) stanowią ok. 10% powierzchni miasta. Lasy zajmują 358,7 ha (2004). Jeden z terenów leśnych (Las Piaski) został zagospodarowany w latach 70. na Park Kultury i Wypoczynku Piaski-Szczygliczka. W latach 90. stracił na znaczeniu, rozpoczęto prace nad jego rewaloryzacją. Parki i skwery zajmują 30,3 ha, zieleń uliczna 33,8 ha (2004). Większość parków została zrewaloryzowana w ciągu ostatnich kilkunastu lat. W latach 90. opracowana została koncepcja nowego Parku Sześćsetlecia Ostrowa. Miałby on liczyć ok. 25 ha powierzchni, z czego ok. 10 ha to istniejący obecnie teren leśny (tzw. Kozi Borek).

### Założenia parkowe
- Park Miejski im. Jana Jerzego Przebendowskiego (Śródmieście). Dawny Park X-lecia PRL. Założony podczas II wojny światowej. Część wyrośniętych drzew sadzona była za pomocą dźwigów. Amfiteatr, staw, drzewa pomnikowe (w tym lipa warszawska uznana za drzewo modelowe). Główna aleja Parku nosi nazwę Europejskiej.
- Park Emilii Sczanieckiej (Śródmieście). Dawny Stadtpark, Richthofenpark. Już na początku XIX wieku mowa o drzewach i krzewach ogrodowych w miejscu obecnego parku. Część zachodnia dawnej Promenady.
- Park Karola Marcinkowskiego (Śródmieście). Dawny Sellnowpark, Richthofenpark. Powstały około połowy XIX wieku. Początkowo wschodnia część tzw. Promenady, z nieistniejącym już stawkiem i położoną na nim wyspą Helgoland. Zabytkowy postument dr. Huberta Beckhausa.
- Park 3 Maja (os. Powstańców Wielkopolskich). Dawny Park 1 Maja, powstały na przełomie XIX i XX wieku, największy w śródmieściu, wiele drzew pomnikowych. Spośród parków ostrowskich posiada najwyższą wartość zabytkową, rewaloryzowany. Dziecięcy Ogród Dzwonów Pokoju.
- Park Adama Mickiewicza (os. Powstańców Wielkopolskich) pochodzący z końca XIX wieku. Staw z fontanną, zabytkowa, wieża ciśnień z pocz. XX wieku.
- Park Jana Kilińskiego (os. Powstańców Wielkopolskich). Dawny Resselplatz. Pochodzi z przełomu XIX i XX wieku. Dawniej ze stawem, później fontanną. Pomnikowa lipa Moltkego (Tilia moltkei). Pomnik upamiętniający obecność w Ostrowie i w Antoninie Fryderyka Chopina.
- Park Północny (Wenecja).
- Ogród Bracki (Wenecja) powstały w I poł. XX wieku. Zrewaloryzowany dzięki Bractwu Kurkowemu. Miejsce martyrologii, muszla koncertowa, strzelnica.
- Park Sześćsetlecia Ostrowa, planowany na os. Jana Pawła II, wykupione grunty, realizacja od roku 2006.
- Park Kultury i Wypoczynku Piaski-Szczygliczka.

### Dziecińce
- Ogród jordanowski, przylegający do Parku Marcinkowskiego

### Lasy
- Las Piaski z Parkiem Kultury i Wypoczynku
- Las Bagatela z pałacem Biernackich i Radziwiłłów
- Borek Zębcowski. Położony między dzielnicami Zębców i Stare Kamienice. W czasie II wojny światowej schronienie partyzantów (Dziennik Harcerza i Szarotki)
- Kozi Borek, przy alei Solidarności, na skraju os. Jana Pawła II